# Pierre Levassor
Pour les articles homonymes, voir Levassor.

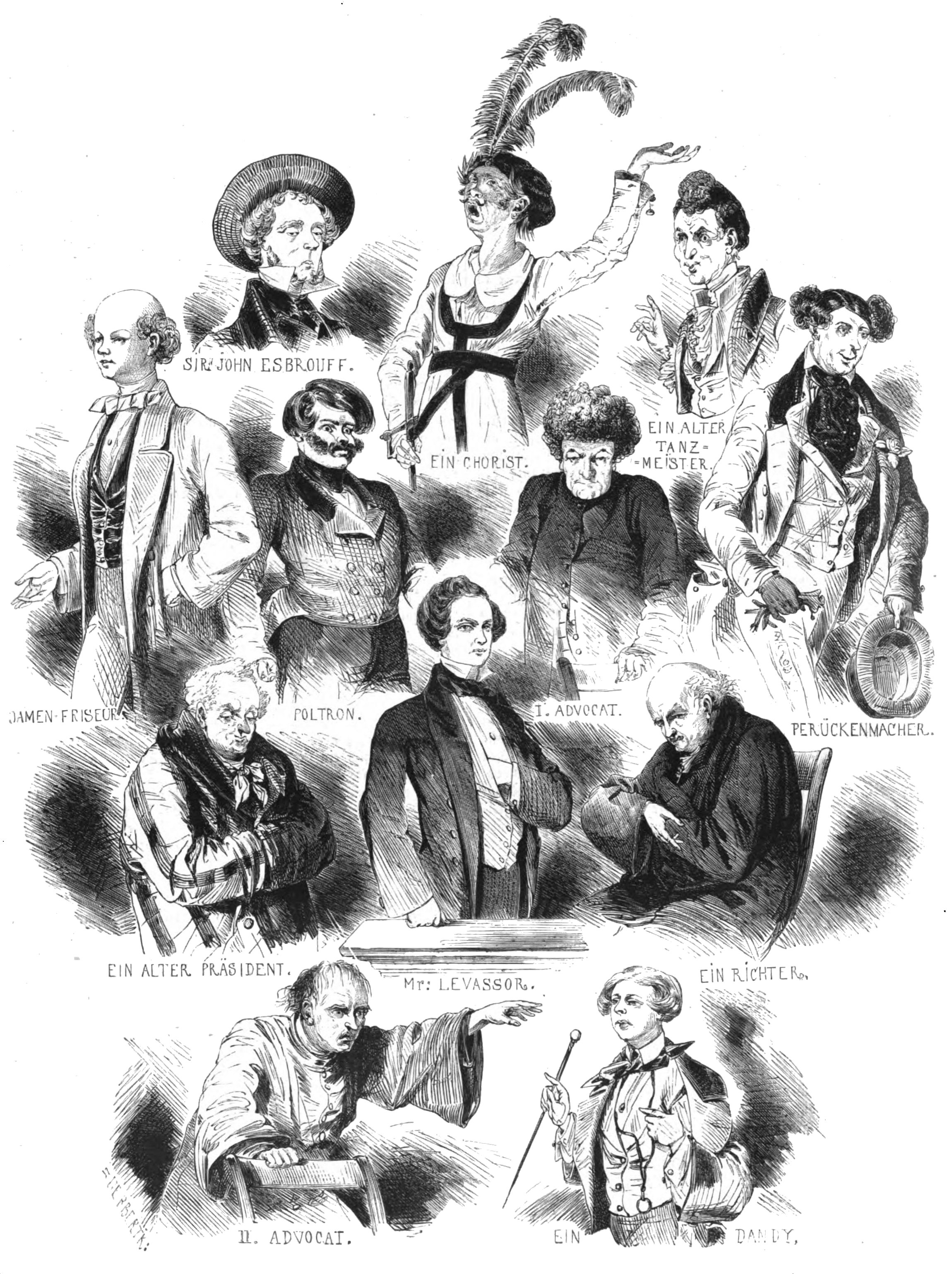
Pierre Levassor (1856)

Pierre-Thomas Levassor, dit simplement Levassor, est un acteur français né le 25 janvier 1808 à Fontainebleau et mort le 14 janvier 1870 dans le 2e arrondissement de Paris. Il est inhumé au cimetière de Montmartre (22e division).   

## Carrière
- 1839 : Rothomago, revue en un acte d'Hippolyte et Théodore Cogniard, représentée la première fois à Paris le 1er janvier 1839 au théâtre du Palais-Royal : Goliath et Pliardin[3].
- 1842 : La Nuit aux soufflets, comédie-vaudeville en deux actes de Dumanoir et Adolphe d'Ennery, théâtre des Variétés : le duc Hercule III
- 1843 : Brelan de troupiers, comédie-vaudeville en un acte de Dumanoir et Étienne Arago, théâtre du Palais-Royal : le père Gargousse, Valentin Gargousse et Éléonore Gargousse
- 1845 : Les Pommes de terre malades, de Clairville et Dumanoir, théâtre du Palais-Royal : Titi
- 1853 : Les Folies dramatiques, de Clairville et Dumanoir, théâtre des Variétés : Griolet
- 1854 : Ôtez votre fille, s'il vous plaît, comédie en deux actes mêlée de chant d'Eugène Labiche et Marc-Michel, théâtre du Palais-Royal : Gusman de Follebraise